# 布里德波特
布里德波特（Bridport）是英格蘭多塞特郡的一個城市。據2011年人口普查，布里德波特有人口13,568人。布里德波特和法國的聖瓦阿斯拉烏蓋 (芒什省)是姊妹城市。